# Љано Обскуро (Сан Антонио Уитепек)
Љано Обскуро (шп. Llano Obscuro) насеље је у Мексику у савезној држави Оахака у општини Сан Антонио Уитепек. Насеље се налази на надморској висини од 1915 м.

## Становништво
Према подацима из 2010. године у насељу су живела 2 становника.

### Хронологија
| Година       | 2000       | 2005       | 2010 |
| ------------ | ---------- | ---------- | ---- |
| Становништво | 10 (4 / 6) | 13 (5 / 8) | 2    |

### Попис
| # | Индикатор                     | Вредност |
| - | ----------------------------- | -------- |
| 1 | Укупно домаћинстава           | 4        |
| 2 | Укупно насељених домаћинстава | 1        |
| 3 | Величина локације             | 1        |